# جون زاكس
جون زاكس (بالإنجليزية: John Sachs)‏ هو وكيل مواهب ومقدم تلفزيوني بريطاني، ولد في 3 مايو 1957.

## وصلات خارجية
- جون زاكس على موقع IMDb (الإنجليزية)
- جون زاكس على موقع قاعدة بيانات الفيلم (الإنجليزية)